# Amt Sinz-Nennig

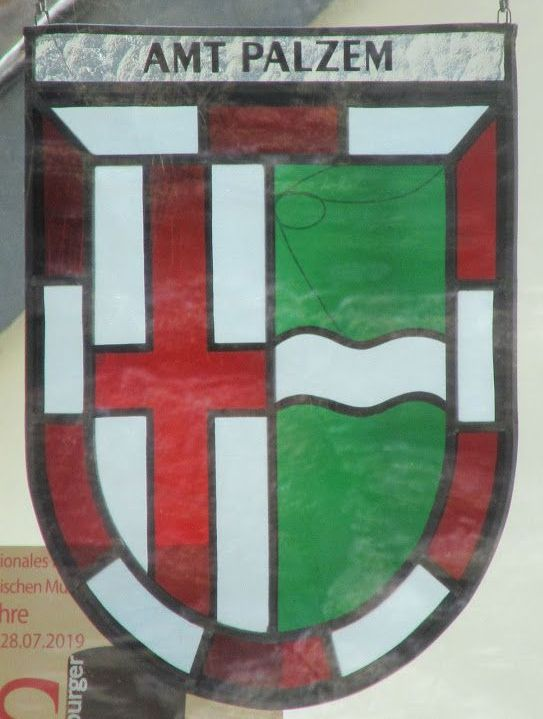
Wappen Amt Palzem

Das Amt Sinz-Nennig war ein Verwaltungsbezirk (Amt) im Landkreis Saarburg im Regierungsbezirk Trier.
Nach dem Preußischen Gemeindelexikon von 1930 war der Landkreis in folgende Ämter eingeteilt:
Freudenburg, Irsch-Beurig, Orscholz, Perl, Saarburg-Land, Sinz-Nennig, Tawern und Zerf.
1931 war der Verwaltungssitz in Palzem und der Bürgermeister hieß Faßbinder.
Die Amtsvertretung hatte 25 Sitze.
Von den 4563 Einwohnern waren 4499 katholisch, 51 evangelisch und 13 israelisch.
Die Gesamtfläche betrug 5963 Hektar (ha), davon bebaute Fläche 31 ha, Ackerland 3975 ha, Wald- und Wiesenfläche 1381 ha.
Zugehörige Gemeinden waren (Stand 1931):
1. Gemeinde Beuren: Gemeindevorsteher Fetten
2. Gemeinde Dilmar: Gemeindevorsteher Lellig
3. Gemeinde Dittlingen: Gemeindevorsteher Weiter
4. Gemeinde Esingen: Gemeindevorsteher Gerardy
5. Gemeinde Helfant: Gemeindevorsteher Brittnacher
6. Gemeinde Kreuzweiler: Gemeindevorsteher Linden
7. Gemeinde Nennig: Gemeindevorsteher Niederkorn
8. Gemeinde Palzem: Gemeindevorsteher Leuk
9. Gemeinde Sinz: Gemeindevorsteher Weber
10. Gemeinde Südlingen: Gemeindevorsteher Weiter
11. Gemeinde Wehr: Gemeindevorsteher Steinmetz
12. Gemeinde Wincheringen: Gemeindevorsteher Weiter

## Geschichte
Der Zusammenschluss der Bürgermeisterei Nennig mit Sitz in Palzem und der Bürgermeisterei Sinz zur Bürgermeisterei Sinz-Nennig erfolgte 1863.
Ab 1927 wird sie auch als Amt Palzem bezeichnet.
Daraus entstand 1968 die Verbandsgemeinde Palzem, die 1970 (teilweise) zur Verbandsgemeinde Saarburg kam.
Nennig und Sinz kamen bereits 1947 zum Amt Perl im saarländischen Landkreis Merzig-Wadern.